# Jean Greisch
Jean Greisch (* 27. August 1942 in Koerich, Luxemburg) ist ein luxemburgischer Philosoph und Universitätsprofessor.

## Biographie
Greisch studierte in Luxemburg, Innsbruck und Paris Theologie und Philosophie. Nach seinem Maîtrise im Fach Theologie, Priesterweihe, einem Doctorat canonique de Philosophie, promovierte er 1985 mit einer Arbeit über Martin Heidegger an der Philosophischen Fakultät des Institut Catholique de Paris. 1987 erfolgte die Habilitation an der Universität Straßburg. Von 1973 bis zu seiner Emeritierung lehrte er am Institut Catholique de Paris, wo er auch einen Lehrstuhl für Metaphysik und Ontologie innehatte. Seit 1987 ist Greisch Mitglied der Forschungsabteilung „Phénoménologie et hermeneutique“ Centre national de la recherche scientifique. In den Jahren 2006 und 2007 war er Inhaber des Hans-Georg Gadamer Chair am Boston College, des Kardinal-Mercier-Lehrstuhls der Université catholique de Louvain sowie Inhaber des Lehrstuhls für christliche Philosophie an der Villanova University. Von Oktober 2009 bis September 2012 war Greisch Inhaber der Guardini-Professur für Religionsphilosophie und Katholische Weltanschauung an der Humboldt-Universität zu Berlin.

## Wissenschaftliche Arbeit
Greischs wissenschaftliche Arbeit im Bereich der Philosophie ist geprägt von seiner Auseinandersetzung mit der Phänomenologie und Hermeneutik. Hierbei setzte er sich vor allem mit der philosophischen Arbeit von Martin Heidegger und Paul Ricœur auseinander. Darüber hinaus beschäftigt er sich mit generellen Fragestellungen der Metaphysik, Ontologie, Religionsphilosophie und der Anthropologie. Greisch übersetzte Werke von Martin Heidegger, Wilhelm Schapp, Hans Jonas und Paul Ricoeur.
Jean Greisch ist Mitglied des Institut International de Philosophie und des „Comité Editorial Paul Ricoeur“, das dessen literarischen Nachlass verwaltet.

## Publikationen
- Fehlbarkeit und Fähigkeit, Paul Ricoeurs philosophische Anthropologie, LIT-Verlag, Münster 2009
- Qui sommes-nous? Chemins phénoménologiques vers l'homme, Peeters, Leuven 2009
- Entendre d'une autre oreille. Les enjeux philosophiques de l'herméneutique biblique, Bayard, Paris 2006
- Le Buisson ardent et les Lumières de la Raison. L'invention de la philosophie de la religion., 3 Bände, Ed. du Cerf, Paris 2002–2004
- Paul Ricoeur. L'itinérance du sens, Jérôme Millon, Grenoble 2001
- Le Cogito herméneutique. L'herméneutique philosophique et l'héritage cartésien, Vrin, Paris 2000. (Übersetzt ins Spanische)
- L'arbre de vie et l'arbre du savoir. Les racines phénoménologiques de l'herméneutique heideggérienne, Ed. du Cerf, Paris 2000.
- Hermeneutik und Metaphysik. Eine Problemgeschichte, Wilhelm Fink Verlag, München 1993. (Übersetzt ins Italienische und Japanische)
- La Parole Heureuse. Martin Heidegger entre les choses et les mots, Ed. Beauchêne, Paris 1987
- L'Âge herméneutique de la Raison, Ed. du Cerf, Paris 1985
- Herméneutique et Grammatologie, Ed. du CNRS, Paris 1977

| Personendaten    | Personendaten           |
| ---------------- | ----------------------- |
| NAME             | Greisch, Jean           |
| KURZBESCHREIBUNG | französischer Philosoph |
| GEBURTSDATUM     | 27. August 1942         |
| GEBURTSORT       | Koerich                 |